# 론도 베네치아노
론도 베네치아노(이탈리아어: Rondò Veneziano)는 이탈리아의 실내 관현악단이다.
1979년 이탈리아의 작곡가, 지휘자인 잔 피에로 레베르베리(Gian Piero Reverberi)에 의해 설립된 이래 새로운 음악 작품들을 작곡했다. 론도 베네치아노는 소속 음악가들이 바로크 시대의 의상과 가발을 착용한 상태에서 음악 작품을 연주한다는 독특한 규칙을 갖고 있다.
론도 베네치아노는 바로크 음악에 특화된 악기를 이용해 독창적인 음악 작품을 연주하고 있지만 신디사이저, 베이스 기타, 드럼 세트와 같은 락 음악 스타일의 리듬 섹션이 들어간 음악 작품도 연주하고 있다. 레베르베리가 작곡, 편곡한 론도 베네치아노의 음악 작품은 고전 음악 작품과 현대 악기 간의 조화를 이루고 있다는 평가를 받고 있다.

## 작품

### 음반
- 《Rondò veneziano》 (1980년)
- 《La Serenissima》 (1981년)
- 《Notturno in gondola》 (1981년)
- 《Capriccio veneziano》 (1981년)
- 《Scaramucce》 (1982년)
- 《Venezia 2000》 (1983년)
- 《Concerto Futurissimo》 (1984년)
- 《Odissea Veneziana》 (1984년)
- 《Casanova》 (1985년)
- 《Theme from Not Quite Jerusalem》 (1985년)
- 《Odissea Veneziana》 (1985년)
- 《Fantasia Veneziana》 (1986년)
- 《Lagune》 (1986년)
- 《Rapsodia Veneziana》 (1986년)
- 《Arabesque》 (1987년)
- 《Misteriosa Venezia》 (1987년)
- 《Concerto》 (1988년)
- 《Poesia di Venezia》 (1988년)
- 《Armonie》 (1989년)
- 《Masquerade》 (1989년)
- 《Visioni di Venezia》 (1989년)
- 《Barocco》 (1990년)
- 《Musica... Fantasia》 (1990년)
- 《The Genius of Mozart》 (1990년)
- 《The Genius of Vivaldi》 (1990년)
- 《Vivaldi, Mozart, Beethoven》 (1990년)
- 《Magica Melodia》 (1991년)
- 《Prestige》 (1991년)
- 《Stagioni di Venezia》 (1992년)
- 《Rondò 2000》 (1992년)
- 《Venezia Romantica》 (1992년)
- 《Concerto per Beethoven》 (1993년)
- 《Concerto per Mozart》 (1993년)
- 《Concerto per Vivaldi》 (1993년)
- 《Il mago di Venezia》 (1994년)
- 《Back 2 back》 (1995년)
- 《Eine Nacht in Venedig》 (1995년)
- 《I grandi successi vol. 1》 (1995년)
- 《Sinfonia di Natale》 (1995년)
- 《I grandi successi vol. 2》 (1996년)
- 《Preludio all'amore》 (1996년)
- 《Seduzione》 (1996년)
- 《The best of - vol. 1》 (1996년)
- 《Die Grossen Erfolge》 (1997년)
- 《Fantasia Classica》 (1997년)
- 《I grandi successi》 (1997년)
- 《In concerto》 (1997년)
- 《Marco Polo》 (1997년)
- 《Via dell'Amore》 (1997년)
- 《Fantasia d'Autunno》 (1998년)
- 《Fantasia d'Inverno》 (1998년)
- 《Zodiaco》 (1998년)
- 《Attimi Di Magia》 (1999년)
- 《Fantasia d'Estate》 (1999년)
- 《Fantasia di Primavera》 (1999년)
- 《Honeymoon - Luna di miele》 (1999년)
- 《Protagonisti vol. 1》 (1999년)
- 《Splendore Di Venezia》 (1999년)
- 《I grandi successi》 (2000년)
- 《La storia del classico》 (2000년)
- 《Nur Das Beste》 (2000년)
- 《Protagonisti vol. 2》 (2000년)
- 《The very best of》 (2000년)
- 《Papagena》 (2001년)
- 《3 originals》 (2001년)
- 《The Magic of Christmas》 (2001년)
- 《Concertissimo》 (2002년)
- 《La Piazza》 (2002년)
- 《Vénitienne》 (2002년)
- 《Nur Das Beste 2》 (2004년)
- 《25 Live in Concert》 (2005년)
- 《Rondò Veneziano: Chamber Orchestra》 (2009년)
- 《Once upon a time》 (2010년)

### DVD
- 《Rondo Veneziano Once upon a time》 (2010년)